# Allhartsberg
Allhartsberg es un municipio con derechos de mercado (del alemán: Marktgemeinde) del distrito de Amstetten, en el estado de Baja Austria (Austria).

## División administrativa
El municipio de Allhartsberg se divide en dos municipios catastrales (del alemán: Katastralgemeinden):
- Municipio catastral de Allhartsberg, formado por:  
  - Allhartsberg (incl. Doppelgraben, Dorf, Ödel, Purgstall)
  - Angerholz (incl. Brandstetten, Haag, Hofstetten)
  - Kühberg (incl. Hiesbach, Zauch)
  - Maierhofen (incl. Aiden, Bichl)

- Municipio catastral Kröllendorf, formado por: 
  - Kröllendorf (incl. Fohra)
  - Wallmersdorf